# Adnan Mohammad
Adnan Mohammad Yaqoob (Copenaghen, 2 luglio 1996) è un calciatore danese naturalizzato pakistano, attaccante del Gladsaxe.

## Carriera

### Club

#### Nordsjælland
Dopo aver giocato nelle giovanili del Lyngby, Mohammad è entrato in quelle del Nordsjælland nell'estate 2014. Con questa squadra, ha partecipato anche al Torneo di Viareggio 2015. Il 1º luglio dello stesso anno, Mohammad ha rinnovato il contratto che lo legava al Nordsjælland.
Il 27 settembre dello stesso anno ha avuto l'opportunità di debuttare in Superligaen, subentrando a Marcus Ingvartsen nel 2-0 inflitto all'Aarhus. È stata la sua unica presenza stagionale. Il 30 agosto 2016 ha trovato le prime reti, mettendo a referto una doppietta nella vittoria per 1-4 arrivata sul campo dell'AB Tårnby, sfida valida per il Landspokalturnering.
È rimasto in squadra fino al mese di marzo 2017, congedandosi dopo 11 presenze nella massima divisione danese.

#### Arendal
Il 30 marzo 2017, i norvegesi dell'Arendal – neopromossi in 1. divisjon, secondo livello del campionato – hanno annunciato d'aver ingaggiato Mohammad. Ha scelto di vestire la maglia numero 17. Ha esordito in squadra in data 9 aprile, schierato titolare nella sconfitta casalinga per 1-2 contro l'Ullensaker/Kisa. Il 16 maggio ha trovato la prima rete, nella vittoria per 2-3 arrivata sul campo del Kongsvinger. Il 22 giugno 2017 ha rescisso il contratto che lo legava al club, con la volontà di tornare in Danimarca.

#### Helsingør
Il 13 luglio 2017, l'Helsingør ha reso noto d'aver ingaggiato Mohammad, che si è legato al club con un accordo triennale. È tornato a calcare i campi della Superligaen in data 11 agosto, quando ha sostituito Frederik Bay nella sconfitta per 4-1 subita sul campo del Silkeborg. Il 28 ottobre ha trovato la prima rete nella massima divisione danese, nella vittoria per 2-0 ancora contro il Silkeborg.

## Statistiche

### Presenze e reti nei club
Statistiche aggiornate al 4 dicembre 2017.
| Stagione            | Club                | Campionato          | Campionato | Campionato | Coppe nazionali | Coppe nazionali | Coppe nazionali | Coppe continentali | Coppe continentali | Coppe continentali | Supercoppe | Supercoppe | Supercoppe | Totale | Totale |
| Stagione            | Club                | Comp                | Pres       | Reti       | Comp            | Pres            | Reti            | Comp               | Pres               | Reti               | Comp       | Pres       | Reti       | Pres   | Reti   |
| ------------------- | ------------------- | ------------------- | ---------- | ---------- | --------------- | --------------- | --------------- | ------------------ | ------------------ | ------------------ | ---------- | ---------- | ---------- | ------ | ------ |
| 2015-2016           | Nordsjælland        | SL                  | 1          | 0          | CD              | 0               | 0               | -                  | -                  | -                  | -          | -          | -          | 1      | 0      |
| 2016-mar. 2017      | Nordsjælland        | SL                  | 10         | 0          | CD              | 2               | 2               | -                  | -                  | -                  | -          | -          | -          | 12     | 2      |
| Totale Nordsjælland | Totale Nordsjælland | Totale Nordsjælland | 11         | 0          |                 | 2               | 2               |                    | -                  | -                  |            | -          | -          | 13     | 2      |
| mar.-giu. 2017      | Arendal             | 1D                  | 12         | 1          | CN              | 2               | 0               | -                  | -                  | -                  | -          | -          | -          | 14     | 1      |
| 2017-2018           | Helsingør           | SL                  | 14         | 1          | CD              | 1               | 0               | -                  | -                  | -                  | -          | -          | -          | 15     | 1      |
| Totale              | Totale              | Totale              | 37         | 2          |                 | 5               | 2               |                    | 1                  | 0                  |            | -          | -          | 90     | 19     |